# Flavignac
Flavignac (tiếng Occitan: Flavinhac) là một xã của tỉnh Haute-Vienne, thuộc vùng Nouvelle-Aquitaine, miền trung nước Pháp.